# Wiener glagolitische Blätter

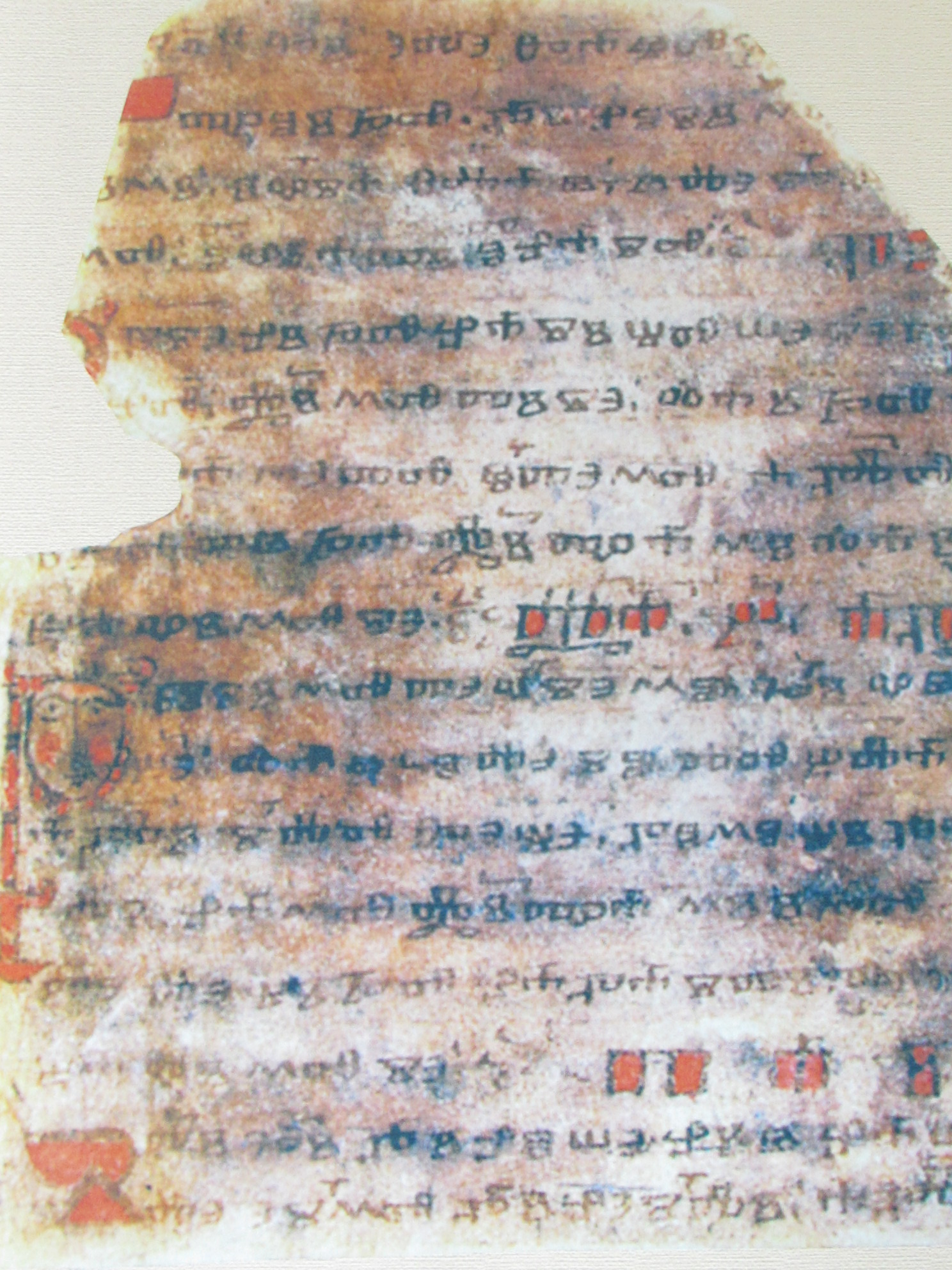
Wiener Blätter

Die Wiener glagolitischen Blätter sind zwei Pergamentseiten einer illuminierten Handschrift aus dem späten 11. oder frühen 12. Jahrhundert in kirchenslawischer Sprache in glagolitischer Schrift. Sie entstanden möglicherweise in Dalmatien.
Die Blätter enthalten den Text aus 1. Korinther 4, 9–16 für die liturgische Lesung (Apostolar-Fragment). Sie gelten als älteste erhaltene Zeugnisse einer kroatischen Form des Altkirchenslawischen.
1890 wurden sie von Vatroslav Jagić entdeckt und nach Wien gegeben. Heute befinden sie sich in der Österreichischen Nationalbibliothek in Wien.